# 처용의 웃음
《처용의 웃음》은 KBS 2TV에서 1993년 1월 17일에 방영된 드라마게임이다.

## 등장 인물
- 태민영 : 처용 역
- 이주경 : 아내 역
- 김동우 : 역신 역
- 김하균 : 극중 역신 역
- 정미숙 : 극중 아내 역
- 박현 : 극중 처용 역